# Jean Wendling
Jean Wendling (* 29. April 1934 in Bischheim) ist ein ehemaliger französischer Fußballspieler.

## Die Vereinskarriere
Der kräftig gebaute rechte Verteidiger aus dem Elsass begann seine Karriere bei Sporting Schiltigheim, anschließend bei Racing Straßburg, wo er in beiden Jahren gegen den Abstieg spielte. 1957 folgte sein Wechsel zu Toulouse FC, das auch nur im Mittelfeld der Division 1 landete. Erst 1959, als das nicht nur in Frankreich dominierende Stade Reims ihn verpflichtete, wurde er in einer Spitzenmannschaft sofort zum Stammspieler. Reims, anderthalb Jahrzehnte lang für sein offensives Kombinationsspiel und die dafür verantwortlichen „großen Namen“ gerühmt (Kopa, Penverne, Bliard, Fontaine, Piantoni, Glovacki, Hidalgo und Vincent, um nur die Bekanntesten zu nennen), brauchte für die Defensive souveräne und zuverlässige Leute – und dazu gehörte ab 1959 auch Jean Wendling, der neben der Reimser Legende Robert Jonquet, Robert Siatka und Bruno Rodzik in den folgenden Jahren dazu beitrug, dass die Rémois weiterhin Titel sammeln konnten.
Aufgrund seiner Schnelligkeit, Auffassungsgabe und Balltechnik war Wendling in der Lage, die gegnerischen Linksaußen mit absolut fairen Mitteln in Schach zu halten; übertriebener Körpereinsatz war trotz seiner Statur nicht seine Sache, was seinen Trainer (das war im Verein und in der Nationalmannschaft Albert Batteux) manches graue Haar gekostet hatte, obwohl der Erfolg Wendlings Spielweise bestätigte. Der Madrilene Gento beispielsweise verzweifelte 1959 förmlich an dem Franzosen, der gerade erst sein drittes Länderspiel absolvierte, aber auf keinen Trick des kleinen spanischen Dribblers hereinfiel.
1960 und 1962 wurde Jean Wendling jeweils Französischer Fußballmeister, außerdem 1963 noch Vizemeister.
Eine Operation im Sommer 1963 und der überraschende Abstieg von Reims im Jahr danach läuteten seinen langsamen Abschied ein, den er nach einem Jahr in der 2. Liga und der anschließenden Rückkehr in seine Herkunftsregion 1966 endgültig vollzog.

### Stationen
- Sporting Club Schiltigheim (1952–1955)
- Racing Strasbourg (1955–1957)
- Toulouse FC (1957–1959)
- Stade de Reims (1959–1965)
- Pierrots Vauban Strasbourg (1965/66)

## Der Nationalspieler
Zwischen November 1959 und April 1963 spielte Jean Wendling insgesamt 26-mal in der Équipe Tricolore. Er war die Zuverlässigkeit in Person, blieb auch von schwereren Verletzungen verschont, so dass er lediglich bei zwei Länderspielen in diesem Zeitraum keine Berücksichtigung fand. Sein Pech auf internationaler Ebene war, dass Les Bleus nach dem dritten Platz bei der Fußball-Weltmeisterschaft 1958 eine ganz schwache Phase hatten: das enttäuschende Abschneiden bei der EM im eigenen Land (1960) und das Verpassen der Qualifikation für die WM 1962 zählen zu den schwarzen Tagen in Wendlings Biographie. Zudem war er im Juli 1957 mit Frankreich Militärweltmeister geworden.

## Leben nach dem Fußball
Nach Ende seiner aktiven Zeit arbeitete er viele Jahre für das Sportartikelunternehmen, das Raymond Kopa mit mehreren weiteren Ex-Reimsern auf dem französischen Markt auf- und ausbaute. In den 1990er Jahren bekleidete er verschiedene Positionen bei Racing Strasbourg (Generalmanager, 1992–1994 Präsident, um 1999 Vorsitzender des Aufsichtsrates).

## Palmarès
- Französischer Meister: 1960, 1962 (und Vizemeister 1963)
- 26 A-Länderspiele für Frankreich, darin die Teilnahme bei der Fußball-Europameisterschaft 1960
- 311 Einsätze, allerdings kein Torerfolg in der D1 (83/0 für Strasbourg, 71/0 für Toulouse, 157/0 für Reims)
- Militärweltmeister 1957